# Анна Мария Орлеанская
А́нна Мари́я Орлеа́нская (фр. Anne Marie d’Orléans; 27 августа 1669, Шато Сен-Клу — 26 августа 1728, Вилла делла Реджина) — французская принцесса из Орлеанской ветви династии Бурбонов. В замужестве герцогиня Савойская, королева Сицилии и королева Сардинии.
Анна Мария была младшей дочерью Филиппа, герцога Орлеанского, и Генриетты Стюарт. Мать девочки умерла, когда ей не было года, и воспитанием принцессы занималась мачеха Елизавета Шарлотта Пфальцская. В 1684 году в возрасте 15 лет Анна Мария вышла замуж за герцога Савойи Виктора Амадея II, ставшего в 1713 и 1720 годах последовательно королём Сицилии и Сардинии. В браке с ним Анна Мария родила девять детей, из которых зрелого возраста достигли четверо и только один пережил мать. Анна Мария умерла от сердечной недостаточности в 1728 году в Турине.
Со смертью Генриха Стюарта в 1807 году мужская линия дома Стюартов пресеклась, и потомки Анны Марии оказались в нём старшими. Однако из-за принадлежности к католической религии они были отстранены от престолонаследия Англии и Шотландии согласно Акту 1701 года.

## Происхождение и ранние годы
Анна Мария Орлеанская родилась 27 августа 1669 года в резиденции герцогов Орлеанских шато де Сен-Клу на окраине Парижа. Отцом девочки был младший брат французского короля Людовика XIV — Филипп, герцог Орлеанский, матерью — Генриетта Стюарт, младшая дочь короля Англии Карла I и Генриетты Марии Французской. Анна Мария была младшим ребёнком в семье: кроме неё у герцогской четы было две дочери и сын, однако к моменту появления на свет девочки в живых оставалась только Мария Луиза. Будучи внучкой французского короля по мужской линии, Анна Мария имела право на титул внучка Франции (фр. petite-fille de France), а также обращение Королевское высочество. При дворе принцесса именовалась мадемуазель де Валуа, а с 1679 года, когда её старшая сестра вышла замуж, стала именоваться мадемуазель. Анна Мария была крещена в начале 1670 года, а уже в июне того же года умерла её мать.
В 1671 году отец Анны Марии женился на Елизавете Шарлотте Пфальцской, которая была известна под уменьшительно-ласкательным прозвищем Лизелотта и, как и мать девочки, была потомком короля Якова I. Елизавету Шарлотту в отличие от деятельной Генриетты Стюарт, которая к тому же росла при французском дворе, придворные принимали холодно. Вследствие такого отношения двора, а также гомосексуальных связей супруга, которые он не скрывал, Лизелотта обратила всё своё внимание на дочерей Филиппа, которым она фактически заменила мать, а также троих своих детей, рождённых в 1673, 1674 и 1676 годах. Анна Мария сблизилась с мачехой, которая позднее описывала принцессу как одну из самых любезных и добродетельных женщин.

## Брак
Дабы упрочить французское влияние в итальянских государствах, в 1683 году король Людовик XIV организовал брак Анны Марии с савойским герцогом Виктором Амадеем. Король был союзником матери Виктора Амадея, Марии Джованны, принадлежавшей к Немурской ветви Савойского дома, родившейся и воспитывавшейся во Франции; именно Людовик помог Марии Джованне оставаться у власти вплоть до заключения брака между герцогом и Анной Марией, хотя к тому времени необходимости в её регентстве не было. Брак по доверенности между Анной Марией и Виктором Амадеем был заключён в Версале 10 апреля 1684 года, на следующий день после подписания брачного контракта. Представителем Виктора Амадея был кузен Анны Марии Луи Огюст де Бурбон. В приданое племяннице Людовик XIV дал 900 000 ливров.
Анна Мария отбыла из Франции на следующий день после заключения брака по доверенности; до Жувизи-сюр-Орж (в 18 км южнее Парижа) принцессу сопровождал отец и мачеха, кроме того, на всём пути до Савойи Анну Марию не покидала Анна Лотарингская, супруга Франсуа, принца Лиллебонна. Виктор Амадей встретил невесту в Шамбери 6 мая, в этот же день состоялась ещё одна брачная церемония. 8 мая молодожёны торжественно въехали в Турин.
По прибытии к савойскому двору молодая герцогиня попала под влияние своей властной свекрови; позднее придворные описывали Анну Марию как послушную и скромную невестку, потакавшую желаниям Марии Джованны. Близкие отношения между супругой и матерью не одобрялись Виктором Амадеем, поскольку Мария Джованна давно стала его политической соперницей. Когда в 1690 году Виктор Амадей порвал связи с Францией, Анна Мария и её дети покинули столицу вместе с Марией Джованной в знак протеста.
Несмотря на наличие у Виктора Амадея постоянной любовницы, брак Анны Марии был вполне счастливым. За годы брака Анна Мария родила девять детей, из которых зрелого возраста достигли четверо. Рождение старшей дочери — Марии Аделаиды — едва не стоило шестнадцатилетней Анне Марии жизни. Вопреки придворному протоколу, герцогиня занималась воспитанием детей сама.

## Королева

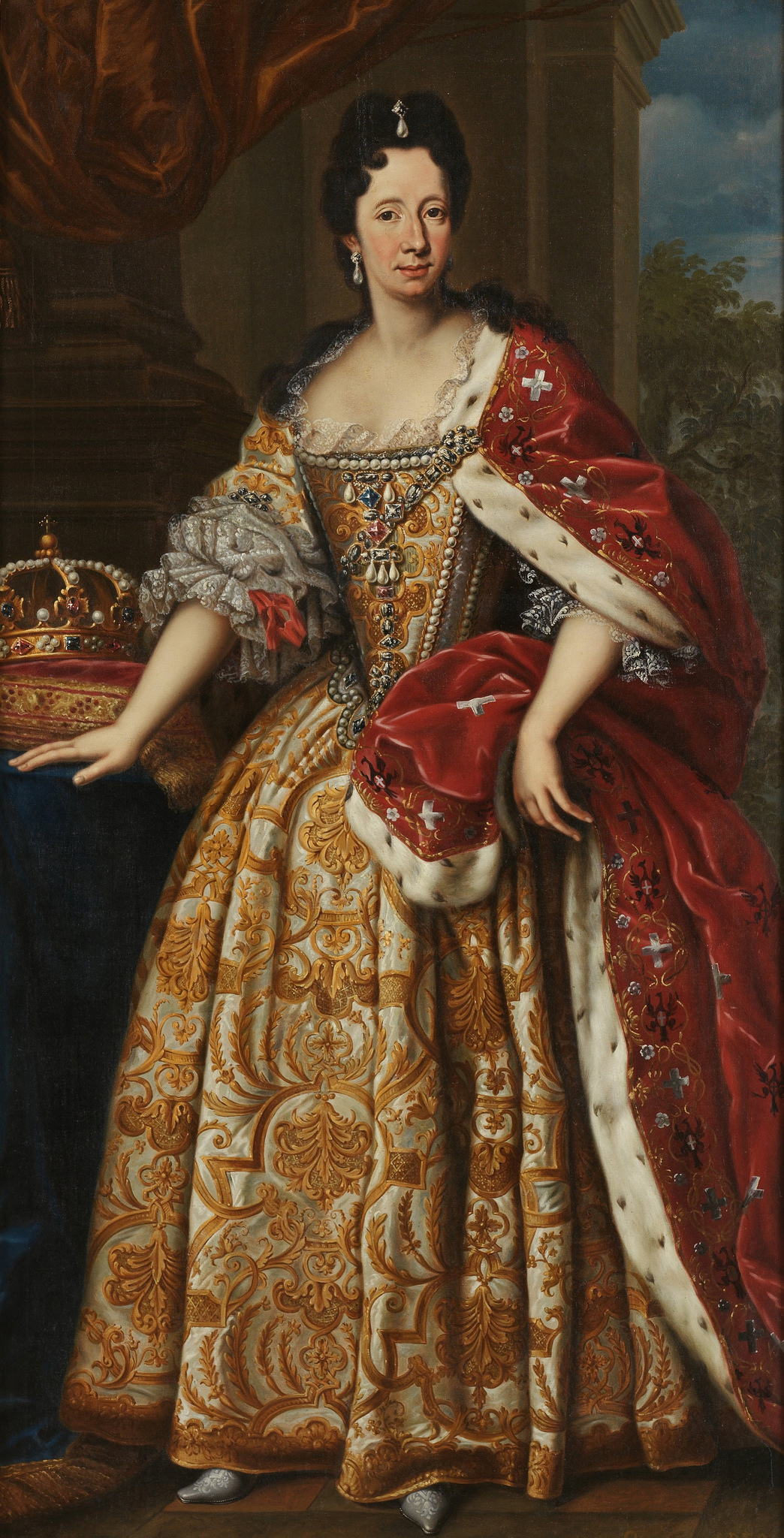
Портрет Анны Марии, написанный после 1700 года неизвестным художником.
Рядом с правой рукой принцессы изображена сардинская корона

Старшая дочь Анны Марии, Мария Аделаида, в 1696 году вышла замуж за Людовика, герцога Бургундского. Другая дочь герцогини, Мария Луиза, стала женой брата герцога Бургундского, испанского короля Филиппа V. Два этих престижных брака были организованы Людовиком XIV, чтобы привлечь Савойю на свою сторону в Войне за испанское наследство. Однако ни брак самого Виктора Амадея, ни браки его дочерей не смогли удержать его от перехода в стан противников Франции. В 1706 году Турин был осаждён французскими войсками во главе с единокровным братом Анны Марии Филиппом и испанскими войсками во главе с зятем герцогини королём Филиппом V. Анна Мария с двумя сыновьями и свекровью была вынуждена бежать в Геную.
Война завершилась в 1713 году заключением мира в Утрехте, по которому супруг Анны Марии получил корону Сицилии, ранее принадлежавшую Испании. По этому случаю Мария Джованна писала: «Я могу иметь или потерять покой, но одна вещь доставит мне наслаждение — видеть как наша герцогиня Савойская становится королевой, потому что я люблю её как если бы она была моим собственным ребёнком…» Когда Виктор Амадей собирался отправиться в Сицилию для коронации в конце 1713 года, он планировал оставить Анну Марию в качестве регента Савойи, но из-за опасений, что его мать станет управлять страной вместо Анны Марии из-за её лояльности к свекрови, он передумал и взял супругу с собой. В 1720 году Виктор Амадей был вынужден обменять Сицилию на менее важный домен Сардинию, но ему удалось сохранить титул короля.
В 1712 году от кори скончалась Мария Аделаида. Через несколько месяцев после коронации Виктора Амадея в Кафедральном соборе Палермо савойский двор узнал о смерти Марии Луизы, произошедшей в феврале 1714 года; в марте следующего года от оспы скончался принц Пьемонта. Смерть троих из четверых детей за столь короткий срок подорвала здоровье Анны Марии. Она, как и Виктор Амадей, долгое время пребывала в депрессии и вместе с супругом покинула столицу, оставив все государственные дела на Марию Джованну.
В марте 1724 года Анна Мария похоронила свекровь. Ещё через четыре года, за день до своего дня рождения, Анна Мария умерла от сердечной недостаточности на вилле делла Реджина и была похоронена в королевской базилике Суперга. Через два года после смерти супруги Виктор Амадей заключил морганатический брак с Анной Каналис ди Кумьяна, бывшей Дамой Опочивальни невестки Анны Марии, Поликсены Гессен-Рейнфельс-Ротенбургской.

## Дети
За годы брака Анна Мария родила девять детей, из которых только четверо пережили младенчество и один пережил мать:
- Мария Аделаида (6 декабря 1685 — 12 февраля 1712) — была замужем за дофином Франции Людовиком Бургундским, от которого родила троих сыновей, младший из которых в 1715 году стал королём Людовиком XV.
- Анна Мария (14 августа 1687 — 5 августа 1690)
- Мария Луиза Габриэлла (17 августа 1688 — 14 февраля 1714) — была замужем за испанским королём Филиппом V, от которого родила четверых сыновей, двое из которых стали королями Испании.
- Мертворождённая дочь (6 июня 1690)
- Мертворождённая дочь (19 июля 1691)
- Мертворождённый сын (9 ноября 1697)
- Виктор Амадей Филипп Джузеппе[англ.] (6 мая 1699 — 22 марта 1715) — принц Пьемонта; женат не был, детей не имел.
- Карл Эммануил (27 апреля 1701 — 20 февраля 1773) — король Сардинии, герцог Савойи. Был трижды женат: первым браком на Анне Кристине Зульцбахской, дочери пфальцграфа Теодора Эсташа Зульцбахского и Марии Элеоноры Гессен-Ротенбургской, от которой имел одного сына — Виктора Амадея[англ.]; вторым браком на Поликсене Гессен-Рейнфельс-Ротенбургской, дочери Эрнста Леопольда, ландграфа Гессен-Ротенбургского, и Элеоноры Лёвенштайн-Вертхаймской, от которой имел троих сыновей и троих дочерей; третьим браком на Елизавете Терезии Лотарингской, дочери герцога Лотарингии Леопольда I и Елизаветы Шарлотты Бурбон-Орлеанской, от которой имел двоих сыновей и дочь.
- Эммануил Филиберт (1—19 декабря 1705) — герцог Шабле[англ.].

## Наследница якобитов
С 1714 по 1720 год Анна Мария была предполагаемой наследницей якобитских притязаний на англо-шотландско-ирландский трон в связи со смертью бездетной королевы Анны. В это время претендентом на трон себя объявил единокровный и также бездетный брат Анны — Джеймс Фрэнсис, прозванный Старым Претендентом. В 1720 году у Джеймса Фрэнсиса родился сын Карл Эдуард, ставший наследником отца. Карл Эдуард и его брат Генрих Бенедикт умерли не оставив законных наследников и в 1807 году потомки Анны Марии оказались старшими в доме Стюартов, однако они были отстранены от престолонаследия Англии и Шотландии ещё в 1701 году из-за принадлежности к католической религии.

## Комментарии
1. ↑  Именование мадемуазель[фр.] давалось старшей незамужней дочери герцога Орлеанского и его супруги, известных при дворе как месье и мадам. Остальные дочери герцогской четы именовались по одному из апанажей отца; отсюда и происхождение первоначального именования Анны Марии — мадемуазель де Валуа.